# Cantaré, cantarás
 (août 2018).
Si vous disposez d'ouvrages ou d'articles de référence ou si vous connaissez des sites web de qualité traitant du thème abordé ici, merci de compléter l'article en donnant les références utiles à sa vérifiabilité et en les liant à la section « Notes et références ».
Cantaré, cantarás (Je chanterai, tu chanteras) est une chanson de 1985 chantée par plusieurs grands artistes latino-américains réunis sous le nom de Hermanos. La chanson a été composée par Albert Hammond et Juan Carlos Calderón, avec les paroles d'Anahi van Zandweghe.

## Présentation
Ce single est un projet collectif musical de d'Espagne à la chanson Américanes We Are the World. Au moment de sa sortie, toutes les stations de télévision en Amérique latine diffusent simultanément un documentaire, narré par l'acteur Ricardo Montalbán, l'enregistrement du sujet, puis la vidéo de la chanson. Entre ce qui est vu dans ce documentaire, est le fait que producteur et réalisateur de « We Are the World » « Quincy Jones, ont assisté à la session d'enregistrement, pour saluer et féliciter les interprètes même pour contribuer à la réalisation de ce sujet.

## Chanteurs qui ont participé aux disques
- Fernando Allende
- María Conchita Alonso
- Apollonia Kotero
- Ramón Arcusa
- Basilio
- Braulio
- Mario Moreno Reyes
- Irene Cara
- Roberto Carlos Braga
- Nydia Caro
- Vikki Carr
- Verónica Castro
- Charytín
- Chiquetete
- Claudia de Colombia
- Gal Costa
- Celia Cruz
- Lupita D’Alessio
- Guillermo Dávila
- Plácido Domingo
- Emmanuel
- Sergio Fachelli
- José Feliciano
- Vicente Fernández
- Miguel Gallardo
- Lucho Gatica
- Julio Iglesias
- Antonio de Jesús
- José José
- Rocío Jurado
- Lisset
- Valeria Lynch
- Cheech Marin
- Sérgio Mendes
- Lucía Méndez
- Menudo
- Miami Sound Machine
- Amanda Miguel
- Ricardo Montalbán
- Palito Ortega
- Pimpinela (Lucía Galán et Joaquín Galán)
- Tony Renis
- Danny Rivera
- José Luis Rodríguez "El Puma"
- Lalo Schifrin
- Simone Bittencourt de Oliveira
- Manoella Torres
- Pedro Vargas
- Diego Verdaguer
- Yuri [2]

Selon la couverture du disque, la chanson a été écrite par Albert Hammond, Juan Carlos Calderón et Anahí van Zandweghe, produits par Albert Hammond, José Quintana et Humberto Gatica.

## Musiciens
- Albert Hammond: Directeur
- David Foster et Greg Phillinganes: claviers et synthétiseurs.
- John Robinson: batterie
- José Feliciano: solo de guitare Espagnol.
- Nathan East: bassiste électronique.
- Carlos Ríos: guitare.